# Denas Masiulis
Denas Masiulis, né le 22 novembre 1999 à Klaipėda, est un coureur cycliste lituanien.

## Biographie
En 2021, il intègre l'EC Saint-Étienne Loire, un club français qui évolue en division nationale 1.

## Palmarès sur route

### Par année
- 2016
  - 2e du championnat de Lituanie du contre-la-montre juniors
  - 3e du championnat de Lituanie sur route juniors
- 2017
  - 1reb étape de la Coupe du Président de la Ville de Grudziądz
  - 2e du championnat de Lituanie du contre-la-montre juniors
  - 3e de la Coupe du Président de la Ville de Grudziądz
- 2020
  - 3e du championnat de Lituanie du contre-la-montre espoirs
- 2021
  - 2e du championnat de Lituanie du contre-la-montre espoirs

### Classements mondiaux
| Année                                 | 2019  | 2020 | 2021  |
| ------------------------------------- | ----- | ---- | ----- |
| Classement mondial                    | 2873e | 670e | 1151e |
| UCI Europe Tour                       | 1780e | 542e | 852e  |
|                                       |       |      |       |
| Légende : nc = non classéSource : UCI |       |      |       |

## Palmarès sur piste

### Championnats nationaux
- 2018
  - 2e du championnat de Lituanie de poursuite par équipes
- 2019
  -  Champion de Lituanie de poursuite
  - 3e du championnat de Lituanie de l'omnium
  - 3e du championnat de Lituanie de vitesse par équipes
- 2021
  -  Champion de Lituanie de poursuite par équipes (avec Venantas Lašinis, Justas Beniušis et Valdas Šakūnas)
  - 3e du championnat de Lituanie de vitesse par équipes